# Enugu
Enugu   este un oraș  în  Nigeria. Este reședința  statului  Enugu.